# Luenell Campbell

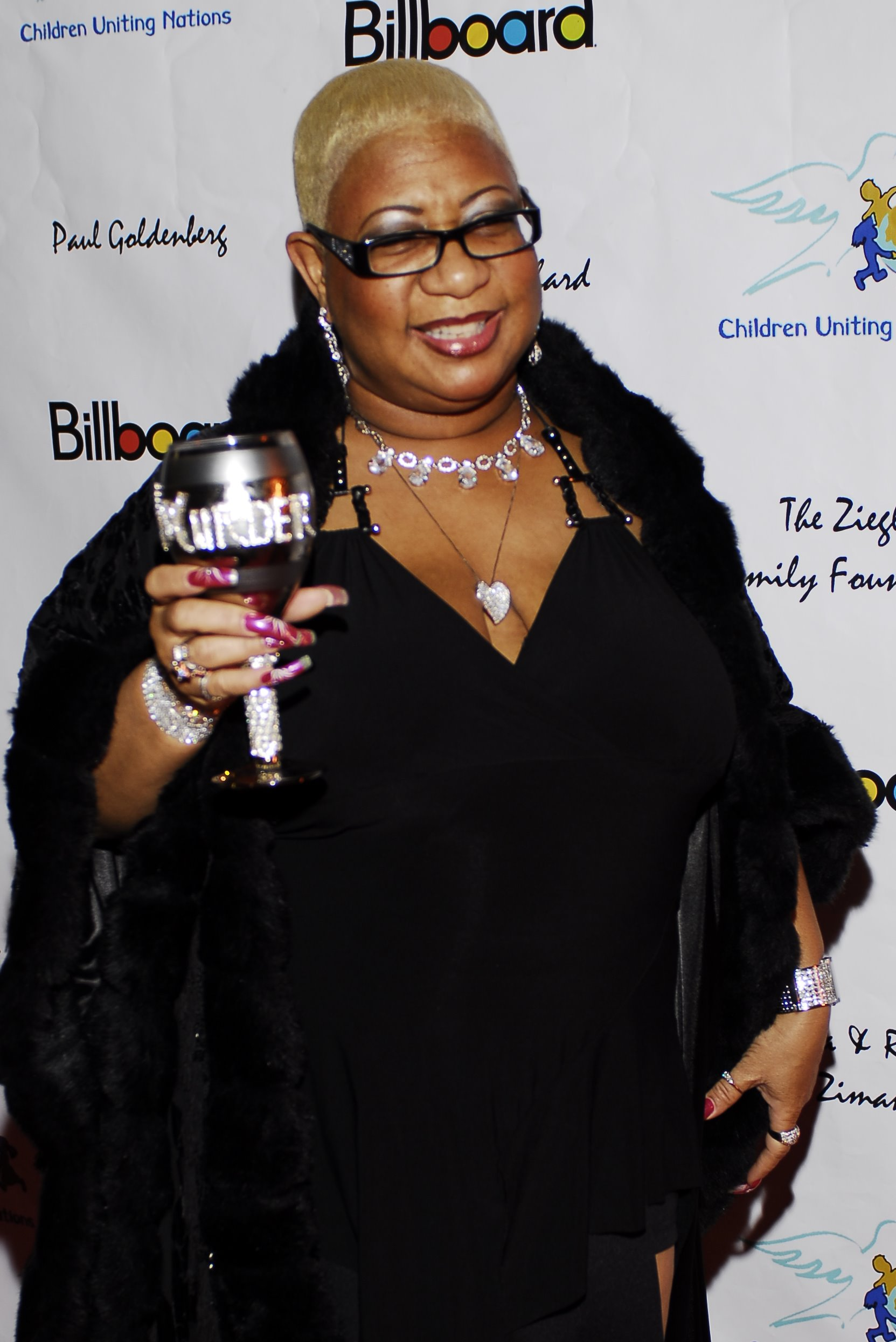
Luenell Campbell (2007)

Luenell Campbell (* 12. März 1959 in Tollette, Arkansas; Künstlername Luenell) ist eine US-amerikanische Schauspielerin und Komikerin.

## Leben und Karriere
1993 hatte Luenell ihre ersten Filmrollen und trat seitdem in zahlreichen bekannten Filmen und Serien auf, wenngleich oftmals nur in kleineren bis mittleren Nebenrollen. Mehrfach spielte sie gutmütige Prostituierte, wie auch in ihrem wohl bekanntesten Auftritt in dem 2006 erschienenen Spielfilm Borat, in dem sie am Filmende die Titelfigur des kasachischen Reporters heiratet. In der Fortsetzung Borat Anschluss Moviefilm (2020) war sie hingegen nicht zu sehen, wurde allerdings dennoch bezahlt, da möglicherweise Szenen gedreht wurden, die später geschnitten wurden. Neben Sacha Baron Cohen drehte sie auch Kinofilme mit Eddie Murphy, Adam Sandler und Kevin Hart. 2012 war sie mit Der Chaos-Dad, Hotel Transsilvanien und 96 Hours – Taken 2 an gleich mehreren größeren Kinofilmen beteiligt.
Insbesondere in den USA ist Luenell auch als Stand-Up-Komikerin bekannt, deren Auftritte bereits auf mehreren Fernsehsendern ausgestrahlt wurden. Die Schauspielerin hat eine Tochter und lebt in Los Angeles.

## Filmografie (Auswahl)
- 1993: Liebling, hältst Du mal die Axt? (So I Married an Axe Murderer)
- 1996: The Rock – Fels der Entscheidung (The Rock)
- 2004: Never Die Alone
- 2006: Borat – Kulturelle Lernung von Amerika, um Benefiz für glorreiche Nation von Kasachstan zu machen (Borat: Cultural Learnings of America for Make Benefit Glorious Nation of Kazakhstan)
- 2009: Spring Breakdown
- 2009: Verrückt nach Steve (All About Steve)
- 2009–2014: Californication (Fernsehserie, 5 Folgen)
- 2011: It’s Always Sunny in Philadelphia (Fernsehserie, 1 Folge)
- 2011: Budz House
- 2011/2018: The Middle (Fernsehserie, 2 Folgen)
- 2012: Denk wie ein Mann (Think Like a Man)
- 2012: Der Chaos-Dad (That’s My Boy)
- 2012: Mac & Devin Go to High School
- 2012: Hotel Transsilvanien (Hotel Transylvania, Sprechrolle)
- 2012: 96 Hours – Taken 2 (Taken 2)
- 2014: Denk wie ein Mann 2 (Think Like a Man Too)
- 2014: School Dance
- 2015: Hotel Transsilvanien 2 (Hotel Transylvania 2, Sprechrolle)
- 2017: Lopez (Fernsehserie, 7 Folgen)
- 2018: A Star Is Born
- 2019: Dolemite Is My Name
- 2020: Ballbuster
- 2021: Der Prinz aus Zamunda 2 (Coming 2 America)
- seit 2021:  Hacks (Fernsehserie)
- 2023: Tiny Beautiful Things (Miniserie)